# Sokrat Skolastik
Sokrat Skolastik ili Sokrat iz Konstantinopola (grč. Σωϰράτης Σχολαστιϰός, Sōkrátēs Skholastikós; Konstantinopol, oko 370. – ?, oko 440.), bizantski pravnik i crkveni povjesničar.

## Životopis
Sokrat je izuzetno pouzdan u iznošenju podataka te istovremeno obrađuje i crkvenu i svjetovnu povijest. Mnogi zapisi koje je umetnuo u tekst, kao što su odluke sabora, poslanice careva i biskupa, dodatno povećavaju vrijednost njegovog dijela.
I pored toga što njegovo poznato djelo "Crkvena povijest" (Historia Ecclesiastica) predstavlja jednu od najranije napisanih povijesti kršćanske crkve, još uvijek postoji mnoštvo nepoznanica kada je riječ o njegovom životu. Pretpostavlja se da je rođen u Konstantinopolu, i da je u rodnom gradu proveo najveći dio života baveći se odvjetništvom. Jedna od nepoznanica je i to je li on pripadao kleru. Po svemu sudeći, Sokrat Skolastik nije imao neko osobito teološko obrazovanje, a također nije previše dobro poznavao ni teološku književnost svog vremena. Sokratovo djelo obuhvata period od 305. do 439. godine, tj. do okončanja sedamnaestog konzulstva cara Teodozija II.
"Crkvena povijest" Sokrata Skolastika ostaje i do danas jedno od najvažnijih djela za izučavanje povijesti crkve, pogotovo zbog činjenice da je samo u Sokratovom djelu sačuvano mnoštvo dokumenata čiji su originali danas izgubljeni.